# Aleksander Gerassimov-Kalvet
Aleksander Gerassimov-Kalvet (né le 11 février 1904 à l'époque dans l'Empire russe et aujourd'hui en Estonie, et mort le 13 mars 1970) est un joueur de football international estonien, qui évoluait au poste d'attaquant.

## Biographie

### Carrière en club
Gerassimov joue en faveur du Tallinna Sport. Il termine deux fois meilleur buteur du championnat estonien en 1925 (4 buts) et en 1927 (avec 6 buts en compagnie de Karl-Richard Idlane), deux années où il remporte le championnat estonien.

### Carrière en sélection
Gerassimov est inscrit dans la liste de joueurs de l'Estonie lors des Jeux olympiques de 1924, cependant, il fait partie des six joueurs réservistes, qui restent au pays. Ainsi, il ne dispute aucun match lors du tournoi olympique.
Il reçoit des années plus tard une sélection en équipe d'Estonie, le 18 juillet 1930. Il s'agit d'un match amical joué contre la Suède (défaite 1-5 à Tallinn) durant lequel il inscrit un but.

## Palmarès
Tallinna Sport
- Championnat d'Estonie :
  - Champion en 1925 et en 1927
  - Meilleur buteur : 1925 (4 buts), 1927 (6 buts ex aequo).